# Breitenburg
Breitenburg là một đô thị ở huyện Steinburg, bang Schleswig-Holstein, Đức. Đô thị này có diện tích 10,49 km², dân số thời điểm 31 tháng 12 năm 2006 là 1076 người. Đô thị này nằm bên bờ sông Stör, khoảng 4 km về phía đông nam Itzehoe.
Breitenburg là thủ phủ của Amt ("nhóm đô thị") Breitenburg.